# Colony (videogioco)
Colony è un videogioco pubblicato nel 1987 per Amstrad CPC, Atari 8-bit, Commodore 64, MSX e ZX Spectrum da Bulldog Software, un'etichetta della Mastertronic, direttamente in edizione economica. È ambientato in una colonia spaziale su un pianeta remoto e infestato da animali alieni insettoidi. Consiste nel controllo di un droide con il compito di gestire e difendere le coltivazioni di funghi e le attrezzature della colonia dagli animali, mentre gli abitanti stanno al sicuro negli edifici.

## Modalità di gioco
Il gioco si svolge nella colonia, che ha l'aspetto di una città protetta da una recinzione, e in una stretta fascia del territorio desertico circostante. La visuale è isometrica e l'ambiente è suddiviso in numerose schermate fisse, collegate in orizzontale o in verticale, con una minimappa per la posizione generale.
Il giocatore controlla il droide che può muoversi a terra e sparare con un laser agli alieni. Può inoltre raccogliere fino a 4 oggetti alla volta e depositarli nei magazzini o a terra per metterli in funzione.
Entrando in ciascuno degli edifici della città si può compiere una diversa azione: ricaricare l'energia vitale e il laser del droide, rifornirsi di semi per le piantagioni, di recinzioni, di pannelli solari o altre attrezzature, ordinare rifornimenti dalla Terra, depositare i funghi raccolti che si convertiranno in crediti.
I semi si possono piantare nelle apposite aree, dove cresceranno gradualmente e si potranno successivamente raccogliere funghi maturi.
Gli insetti giganti arrivano in continuazione via terra dal deserto e attaccano la città, danneggiando gradualmente parti di recinzione, per arrivare a divorare i raccolti, ma possono anche attaccare il droide e non disdegnano di mangiare i pannelli solari.
Il droide può sostituire le attrezzature perse con i ricambi; le recinzioni esistono di diversa resistenza e possono anche essere prelevate e riparate prima che vengano abbattute del tutto.
Ordinare rifornimenti dal centro di controllo richiede crediti e tempo per l'arrivo dell'astronave da trasporto, ma è possibile acquistare anche nuovi tipi di aiuti: trappole per insetti, campi di energia, potenziamenti per il droide, batterie per un altro droide automatico che aiuta a combattere gli insetti.
Da controllare è anche il livello di energia della città, ricaricato dai pannelli solari. Tiene in funzione diverse cose, tra cui un radiofaro da attivare con tempismo per permettere all'astronave di rifornimento di atterrare.
Il gioco prosegue ininterrottamente e lo scopo è resistere più a lungo possibile. Quando infine gli insetti distruggono il droide, vengono comunicati il tempo totale e i crediti totali incassati.